# Nespereira (Cinfães)
Nespereira é uma vila portuguesa sede da Freguesia de Nespereira do Município de Cinfães, freguesia com 35,99 km² de área e 1695 habitantes (censo de 2021), tendo, assim, uma densidade populacional de 47,1 hab./km²
Foi vila e sede de concelho, e após a sua extinção, passou a integrar o concelho de Sanfins que por sua vez, foi extinto em 24 de Outubro de 1855; a partir dessa data integrou o concelho (atual município) de Cinfães.
A povoação de Nespereira foi elevada à categoria de vila em 1997.

## Demografia
A população registada nos censos foi:
| Distribuição da População por Grupos Etários | Distribuição da População por Grupos Etários | Distribuição da População por Grupos Etários | Distribuição da População por Grupos Etários | Distribuição da População por Grupos Etários |
| -------------------------------------------- | -------------------------------------------- | -------------------------------------------- | -------------------------------------------- | -------------------------------------------- |
| Ano                                          | 0-14 Anos                                    | 15-24 Anos                                   | 25-64 Anos                                   | > 65 Anos                                    |
| 2001                                         | 388                                          | 337                                          | 1017                                         | 475                                          |
| 2011                                         | 263                                          | 240                                          | 994                                          | 480                                          |
| 2021                                         | 170                                          | 155                                          | 820                                          | 550                                          |